# گروه پی۳
گروه پی۳ (انگلیسی: P3 group) شرکت مشاور مدیریت آلمانی است، که در سال ۱۹۹۶ تأسیس شد.